# The Philadelphia Inquirer
The Philadelphia Inquirer is een in 1829 opgericht dagblad uit de Amerikaanse stad Philadelphia en is thans eigendom van het Philadelphia Media Network.

## Geschiedenis
The Philadelphia Inquirer werd opgericht als The Pennsylvania Inquirer door drukker John R. Walker en John Norvell. In 1859 verkreeg de krant haar huidige naam. Tijden de Amerikaanse Burgeroorlog vertienvoudigde de oplage van het blad, want er waren ook verschillende verslaggevers van de kranten aanwezig bij de veldslagen tijdens de oorlog. Na de oorlog viel de oplage nagenoeg terug tot haar oorspronkelijke oplage. In 1930 werd het dagblad opgekocht door Cyrus Vurtis, maar zes jaar later werd het blad alweer doorverkocht aan een nieuwe eigenaar. In de jaren zestig volgde een nieuwe overname en in 2006 kwam het ten slotte in handen van de huidige eigenaar.